# Tau Tona
 (juillet 2016).
Si vous disposez d'ouvrages ou d'articles de référence ou si vous connaissez des sites web de qualité traitant du thème abordé ici, merci de compléter l'article en donnant les références utiles à sa vérifiabilité et en les liant à la section « Notes et références ».
TauTona est une mine d'or en Afrique du Sud. Avec ses 3,9 kilomètres de profondeur, c'est l'une des mines les plus profondes du monde. Sa production, de 15 tonnes d'or par an en fait l'une des premières d'Afrique du Sud, avec Driefontein (35,7 tonnes d'or par an), Beatrix (18 tonnes d'or par an) et Kloof (28,4 tonnes d'or par an), les trois mines de Goldfields.

## Géographie
Le nom Tau Tona signifie « grand lion » dans la langue locale sotho du Sud. Les autres grandes mines d'or de l'Anglo American en Afrique du Sud sont Noligwa (19 tonnes d'or par an), Kopanang (14 tonnes d'or par an) et Mponeng (18,5 tonnes d'or par an).
La mine est une des trois mines de Western Deep Levels au sud de Carletonville, 70 kilomètres à l'ouest de Johannesburg. TauTona se trouve à côté des mines de Mponeng et Savuka avec laquelle elle partage les unités de traitement. Elles sont la propriété de AngloGold Ashanti, troisième producteur mondial.

## Historique
La mine a été construite par l'Anglo American Corporation, qui a foré le puits principal de 2 kilomètres en 1957. 
L'exploitation démarra en 1962 ; c'est une des mines d'or les plus rentables d'Afrique du Sud et elle est restée en exploitation de manière continue depuis, même lorsque le prix de l'or chuta. Depuis sa construction, deux puits secondaires ont été forés pour atteindre la profondeur actuelle. La mine se déploie actuellement sur 800 km de galeries et emploie 5600 mineurs . Il y a aussi à TauTona de nombreux mineurs clandestins ; ravitaillés par des mineurs légaux, ils peuvent passer des mois au fond de la mine mais la police des mines n'hésite pas à les asphyxier pour les faire sortir. La mine est un endroit dangereux où cinq mineurs perdent la vie chaque année (en moyenne). La chaleur et les risques sismiques rendent l'extraction dangereuse.
En 2008, des travaux ont permis d'atteindre 3,9 km de profondeur. Ce qui en fait la mine la plus profonde du monde, confortant sa première place face aux 3 585 mètres de la mine East Rand Mine. Ce nouveau puits est entré en exploitation en 2009 et devait permettre l'exploitation de la mine jusqu'en 2015. Quelques années après la mise en œuvre de ces travaux, la mine de Mponeng est présentée comme descendant à plus de 4 kilomètres.

## Caractéristiques
En 2016, la mine emploie plus de 5 650 mineurs.
Le trajet jusqu'au front de taille depuis la surface peut prendre plus d'une heure. Les cages de l'ascenseur qui emmène les mineurs au fond descendent à 16 mètres par seconde.